# Les Gars (film, 1981)
Pour le film de 2013, voir Les Gars (film, 2013).
Pour plus de détails, voir Fiche technique et Distribution.
Les Gars (Мужики!, Moujiki!) est un film soviétique réalisé par Iskra Babitch, sorti en 1981.

## Synopsis
La mère de Pavel lui envoie une lettre à l'armée pour lui faire croire que sa fiancée est infidèle.

## Fiche technique
- Titre : Les Gars
- Titre original : Мужики! (Moujiki!)
- Réalisation : Iskra Babitch
- Scénario : Iskra Babitch et Vadim Mikhaïlov
- Musique : Vladimir Komarov
- Photographie : Sergue Zaïtev
- Montage : Lioubov Boutouzova
- Société de production : Mosfilm et Trete Tvorcheskoe Obedinenie
- Pays :  Union soviétique
- Genre : Drame
- Durée : 94 minutes
- Dates de sortie : 
  -  Union soviétique : décembre 1981

## Distribution
- Alexandre Mikhaïlov : Pavel Zoubov
- Vera Alkhovskaïa : Polina, la mère de Pavel
- Irina Ivanova : Polina
- Piotr Glebov : le père de Pavel
- Mikhaïl Bouzyliov-Kretso : Stiopa
- Piotr Krylov : Pavlik
- Alexandre Pavlov : Sergueï

## Distinctions
Le film a été présenté en sélection officielle en compétition lors de la Berlinale 1982 où il reçoit une mention honorable.